# Livets vatten (religion)
Livets vatten, eller levande vatten, är konkret eller bildligt ett viktigt element i religioners föreställningsvärld och kult, representerande både förstörelse – ”syndaflod” – död och samtidigt vederkvickelse, liv. 
I Gamla Testamentets urhistoria exempelvis framträder båda sidorna, och i Nya Testamentet framstår bland annat dopets vatten som källan för både död och uppståndelse, till exempel Romarbrevet 6.